# 札幌大谷大學
札幌大谷大學（日語：札幌大谷大学）是一間位於北海道札幌市東區的私立大學，2006年正式設置。該校擁有全北海道最早也是唯一的音樂系。
札幌大谷大學由學校法人札幌大谷學園所經營，屬於淨土真宗大谷派組織「真宗大谷派學校聯合會」的系列校之一。

## 學部學科
- 藝術學部
  - 美術學科
  - 音樂學科

傳授鋼琴、聲樂、管弦打樂・音樂指導、作曲課程。此外作曲課程內容包括作曲以及電風琴。
- 社會學部
  - 地域社會學科

## 歷任校長
- 柴田泰（日语：柴田泰）：2006年－2007年
- 太田清史：2007年－2011年
- 巌城孝憲：2011年－

## 外部連結
- 札幌大谷大學 （页面存档备份，存于） （日語）